# Młody Indiana Jones: Oblicza zła
Młody Indiana Jones: Oblicza zła (ang. The Adventures of Young Indiana Jones: Masks of Evil) – amerykański film przygodowy z 1999 roku w reżyserii Dicka Maasa i Mike’a Newella będący siedemnastą częścią Wielkiej Księgi Przygód Indiany Jonesa. Składa się z dwóch segmentów serialu Kroniki młodego Indiany Jonesa - „Istanbul, September 1918” oraz „Transylvania, January 1918”. Został wyprodukowany przez studia Lucasfilm i Paramount Pictures. Kontynuacją tego filmu jest obraz Młody Indiana Jones: Pawie Oko.

## Obsada
- Sean Patrick Flanery – Indiana Jones
- Katherine Butler – Molly
- Keith Szarabajka – Pułkownik Waters
- Peter Firth – Stefan
- Bob Peck – General Targo
- Ahmet Levendoglu – Mustafa Kemal
- Philippe Smolikowski – Etienne
- Huseyin Katircioclu – Nico
- Boris Isarov – Vasily
- Tristram Jellinek – Victor
- Mehmet Birkiye – Sadallah
- Nüvit Özdogru – Sultan
- Emrah Kolukisa – Mahmoud
- Ali Taygun - Enver Pasza
- Zuhal Olcay - Halide Edib

## Fabuła
„W mrożącym krew w żyłach Rozdziale 17-tym Wielkiej Księgi Przygód Indiany Jonesa, Indy odkrywa, że zło nie zawsze ma ludzką postać - czasem jego moc jest nadprzyrodzona. Ściśle tajna misja dla francuskiego wywiadu sprowadza Indy’ego do Stambułu czasów I Wojny Światowej. Penetrując mroczne i niebezpieczne zaułki miasta, zostaje wplątany w sieć intryg utkaną ze zdrady i morderstw. Odkrywa też podłą intrygę Turków, dążących do zlikwidowania francuskich szpiegów, działających na ich terenie. Jednak to nic w porównaniu z tym, co czeka go podczas dalszej misji - w Transylwanii. W śmiertelnym starciu Indy musi stawić czoła spragnionemu ludzkiej krwi Vladowi Palownikowi oraz jego armii zombich. Aby uniknąć okrutnej śmierci i pokonać przerażającego wroga, Indy musi zebrać wszystkie swoje siły i wykorzystać cały swój spryt.” .